# Core Force
Core Force è un Personal firewall Freeware con inclusi moduli di controllo dei processi (quello che in gergo viene detto un HIPS, acronimo di Host Intrusion Prevention System).
Il software permette sia il controllo dei pacchetti in entrata ed uscita dal PC sia il controllo del comportamento dei programmi: i permessi di scrittura, lettura, esecuzione e cancellazione di file, nonché quelli di scrittura, lettura e cancellazione del registro, possono essere costantemente monitorati e/o limitati.
Nel novembre 2007, gli sviluppatori hanno affermato che il progetto Core Force non sarà più portato avanti, per via del lancio sul mercato di Windows Vista e dell'introduzione di sistemi di protezione simili a Core Force in altri sistemi operativi dekstop (Linux, MacOS). Gli sviluppatori hanno menzionato la possibilità di rendere disponibile il progetto come Open Source, ma nessuna decisione è ancora stata presa al riguardo.
Uno degli obiettivi dichiarati di Core Force è quello di garantire caratteristiche di sicurezza in grado di proteggere da malware, trojan horse ed attacchi esterni che sfruttino exploit e vulnerabilità nel sistema operativo o nei software in uso.
Core Force prevede, fin dalla fase di installazione, diversi gradi di sicurezza, che possono riguardare tanto il sistema nella sua globalità quanto i singoli programmi.
Il software, dalla grafica essenziale ma non spartana, dispone anche di un "learning wizard" per la creazione automatica di regole (che però, come specificato nella documentazione del programma, andranno quasi sempre perfezionate manualmente).
Le regole prevedono diverse azioni in base alle attività rilevate: Core Force può permettere o bloccare tali attività autonomamente, o può alternativamente notificare l'utente tramite popup nei quali viene chiesto il da farsi. L'utente in quest'ultimo caso può eventualmente decidere di rendere permanente una nuova regola.
Il programma può contare su una comunità (in via di sviluppo) di pochi utenti ma di alto profilo.
La comunità può liberamente mettere a disposizione gruppi di regole idonee ad un determinato programma e tali regole possono essere facilmente esportate ed importate dall'utente.
Il prodotto è stato sviluppato a partire dal codice del personal firewall di OpenBSD, ma l'attuale codice non è pubblicamente disponibile (da cui la licenza freeware e non Open Source).
La natura piuttosto complessa del programma rende Core Force un prodotto probabilmente destinato ad un'utenza con una certa esperienza tecnica.